# Ctenogobius shennongensis
Ctenogobius shennongensis är en fiskart som beskrevs av Yang och Xie, 1983. Ctenogobius shennongensis ingår i släktet Ctenogobius och familjen smörbultsfiskar. Inga underarter finns listade i Catalogue of Life.